# Striostilbula
Striostilbula is een geslacht van vliesvleugeligen uit de familie Eucharitidae. De wetenschappelijke naam van dit geslacht is voor het eerst geldig gepubliceerd in 1988 door Boucek.

## Soorten
Het geslacht Striostilbula is monotypisch en omvat slechts de volgende soort:
- Striostilbula quadridigitata (Girault, 1929)